# Vicky Piria
Vittoria „Vicky” Piria (ur. 11 listopada 1993 roku w Mediolanie) – włoska zawodniczka, startująca w wyścigach samochodowych.

## Kariera

### Początki
Vicky karierę rozpoczęła w roku 2003, od startów w kartingu. W 2009 roku zadebiutowała we włoskich seriach wyścigów samochodów jednomiejscowych. Piria wzięła udział w trzech rundach Letniej Formuły 2000 oraz zaliczyła po jednym występie w zimowej edycji tej serii, a także we Włoskiej Formuły Renault i Formule Lista Junior.

### Formuła Abarth
W latach 2010-2011 ścigała się w Formule Abarth. W pierwszym sezonie startów nie zdobyła żadnych punktów. W drugim podejściu, reprezentując zespół Prema Powerteam, Vicky uzyskała osiem punktów w europejskiej oraz dziewięć we włoskiej edycji. Dzięki nim w klasyfikacji generalnej uplasowała się odpowiednio na 18. i 15. miejscu w końcowej klasyfikacji.

### Seria GP3
Na sezon 2012 Piria podpisała kontrakt z włoską ekipą Trident Racing, na udział w Serii GP3. Mimo startów we wszystkich wyścigach nie zdołała zdobyć punktów. Sezon zakończyła na 26 pozycji w klasyfikacji generalnej serii.

## Statystyki
| Sezon | Seria                              | Zespół          | Wyścigi | Zwycięstwa | PP | NO | Podium | Punkty | Pozycja |
| ----- | ---------------------------------- | --------------- | ------- | ---------- | -- | -- | ------ | ------ | ------- |
| 2009  | Formuła 2000 Light                 | Tomcat Racing   | 6       | 0          | 0  | 0  | 0      | 43     | 19      |
| 2009  | Formuła 2000 Light (zimowa edycja) | Tomcat Racing   | 2       | 0          | 0  | 0  | 0      | 28     | 9       |
| 2009  | Włoska Formuła Renault             | Tomcat Racing   | 2       | 0          | 0  | 0  | 0      | 8      | 29      |
| 2009  | Formuła Lista Junior               | Daltec Racing   | 2       | 0          | 0  | 0  | 0      | 0      | 22      |
| 2010  | Formuła Abarth                     | Tomcat Racing   | 12      | 0          | 0  | 0  | 0      | 0      | 34      |
| 2011  | Europejska Formuła Abarth          | Prema Powerteam | 14      | 0          | 0  | 0  | 0      | 9      | 15      |
| 2011  | Włoska Formuła Abarth              | Prema Powerteam | 14      | 0          | 0  | 0  | 0      | 8      | 18      |
| 2012  | Seria GP3                          | Trident Racing  | 16      | 0          | 0  | 0  | 0      | 0      | 26      |

## Wyniki w GP3
| Legenda oznaczeń w tabelach wyników Wyświetl szablon na nowej stronie | Legenda oznaczeń w tabelach wyników Wyświetl szablon na nowej stronie                                                                     |
| Oznaczenie                                                            | Wyjaśnienie |
| --------------------------------------------------------------------- | --- |
| Złoty                                                                 | Zwycięzca lub mistrzostwo |
| Srebrny                                                               | 2. miejsce lub wicemistrzostwo |
| Brązowy                                                               | 3. miejsce lub II wicemistrzostwo |
| Zielony                                                               | Ukończył, punktował (w klasyfikacji generalnej, gdy zdobył co najmniej jeden punkt na przestrzeni sezonu, poza trzema powyższymi opcjami) |
| Niebieski                                                             | Ukończył, nie punktował (w klasyfikacji generalnej, gdy nie zdobył co najmniej jednego punktu na przestrzeni sezonu)                      |
| Czerwony                                                              | Nie zakwalifikował się (NZ) |
| Czerwony                                                              | Nie prekwalifikował się (NPK) |
| Różowy                                                                | Nie ukończył (NU) |
| Różowy                                                                | Niesklasyfikowany (NS) (w klasyfikacji generalnej, gdy nie został sklasyfikowany w żadnym wyścigu sezonu)                                 |
| Czarny                                                                | Zdyskwalifikowany (DK) |
| Czarny                                                                | Wykluczony (WYK/EX) |
| Biały                                                                 | Nie wystartował (NW) |
| Biały                                                                 | Kontuzjowany (K/INJ) |
| Biały                                                                 | Wyścig odwołany (OD/C) |
| Bez koloru                                                            | Został wycofany (WYC/WD) |
| Bez koloru                                                            | Nie przybył (NP/DNA) |
| Bez koloru                                                            | Nie brał udziału w treningach (NT/DNP) |
| Bez koloru                                                            | Nie został zgłoszony (–) |
| Pogrubienie                                                           | Start z pole position |
| Kursywa                                                               | Najszybsze okrążenie wyścigu |
| †                                                                     | Nie ukończył, ale jego rezultat został zaliczony ze względu na przejechanie więcej niż 90% dystansu wyścigu.                              |
| *                                                                     | Sezon w trakcie |
| 1/2/3                                                                 | Punktowana pozycja w sprincie kwalifikacyjnym                                                                                             |
| Lista systemów punktacji Formuły 1                                    | |

| Rok  | Zespół         | Wyniki w poszczególnych eliminacjach | Wyniki w poszczególnych eliminacjach | Wyniki w poszczególnych eliminacjach | Wyniki w poszczególnych eliminacjach | Wyniki w poszczególnych eliminacjach | Wyniki w poszczególnych eliminacjach | Wyniki w poszczególnych eliminacjach | Wyniki w poszczególnych eliminacjach | Wyniki w poszczególnych eliminacjach | Wyniki w poszczególnych eliminacjach | Wyniki w poszczególnych eliminacjach | Wyniki w poszczególnych eliminacjach | Wyniki w poszczególnych eliminacjach | Wyniki w poszczególnych eliminacjach | Wyniki w poszczególnych eliminacjach | Wyniki w poszczególnych eliminacjach | Punkty | Pozycja |
| ---- | -------------- | ------------------------------------ | ------------------------------------ | ------------------------------------ | ------------------------------------ | ------------------------------------ | ------------------------------------ | ------------------------------------ | ------------------------------------ | ------------------------------------ | ------------------------------------ | ------------------------------------ | ------------------------------------ | ------------------------------------ | ------------------------------------ | ------------------------------------ | ------------------------------------ | ------ | ------- |
| 2012 | Trident Racing | ESP                                  | ESP                                  | MON                                  | MON                                  | VAL                                  | VAL                                  | GBR                                  | GBR                                  | DEU                                  | DEU                                  | HUN                                  | HUN                                  | BEL                                  | BEL                                  | ITA                                  | ITA                                  | 0      | 26      |
| 2012 | Trident Racing | 22                                   | 16                                   | 19                                   | 12                                   | 17                                   | 18                                   | 18                                   | 21                                   | 14                                   | NU                                   | 20                                   | 19                                   | 16                                   | 18                                   | 16                                   | NU                                   | 0      | 26      |